# 22136 Jamesharrison
22136 Jamesharrison è un asteroide della fascia principale. Scoperto nel 2000, presenta un'orbita caratterizzata da un semiasse maggiore pari a 2,3233021 UA e da un'eccentricità di 0,0857309, inclinata di 3,83249° rispetto all'eclittica.